# Wouter Gudde
Wouter Gudde est un footballeur néerlandais, né le 5 août 1984 à Schiedam aux Pays-Bas. Il évolue au poste de stoppeur.
En 2010, il rejoint l'Excelsior Rotterdam comme joueur et comme agent commercial. À la fin de la saison, il se retire du terrain pour se consacrer à son travail d'agent commercial avec le club de Rotterdam.

## Carrière
- 2004-2007 :  Sparta Rotterdam
- 2008-2010 :  RKC Waalwijk
- 2010-2011 :  Excelsior Rotterdam[1]

## Palmarès
Néant